# Parafia św. Wawrzyńca w Wielgiem
Parafia Świętego Wawrzyńca w Wielgiem – rzymskokatolicka parafia położona we wsi Wielgie. Administracyjnie należy do diecezji włocławskiej (dekanat szpetalski). 
Odpust parafialny odbywa się w uroczystość św. Wawrzyńca – 10 sierpnia.
Proboszcz
- ks. Stanisław Klimaszewski